# Miss Romania

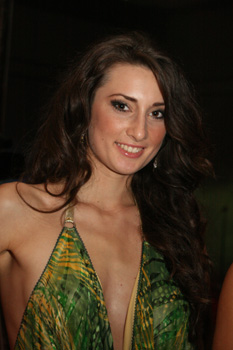
Elena Roxana Azoitei, Miss Mondo Romania 2007.

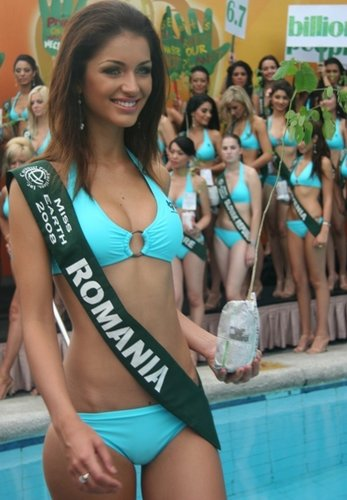
Ruxandra Popa, Miss Mondo Romania 2008.

Miss Romania è un concorso di bellezza nazionale per le donne non sposate della Romania, che si tiene annualmente sin dagli anni venti. La prima reginetta di bellezza rumena di cui si hanno notizie è Maria Peligrad proveniente da Sibiu, incoronata nel 1906. Le vincitrici di Miss Romania hanno la possibilità di partecipare ai concorsi internazionali Miss Europa e Miss Universo.
Il concorso fu interrotto con lo scoppio della seconda guerra mondiale, ed in seguito per via del regime comunista non fu ripreso regolarmente sino al 1991. Dal 1993 Miss Romania è un trademark, rilevato da una organizzazione di Gavrila Inoan.
Dal 2001 è stato istituito anche il concorso Miss Mondo Romania, attraverso il quale viene scelta la candidata rumena per Miss Mondo. Inoltre esiste un terzo concorso chiamato Miss Diaspora ed ispirato al modello Miss Italia nel mondo, che dal 2000 incorona la più bella donna rumena residente all'estero. Il concorso è organizzato dall'associazione Vereinigung Pro Familia di Bucarest. Dal 2009 è stato istituito anche il concorso Miss Universo Romania, attraverso il quale viene selezionata la rappresentante rumena per Miss Universo.

## Albo d'oro

### Miss Romania
| Anno | Vincitrice                  |
| ---- | --------------------------- |
| 1928 | Marioara Ganesco [Janescu]  |
| 1929 | Magda Demetrescu            |
| 1930 | Zoica Dona / Mariana Mirica |
| 1931 | Tauti Vusoreanu [Vusoreana] |
| 1932 | Lilian Delescu              |
| 1933 | Dina Mihalcea               |
| 1934 | Tita Cristescu              |
| 1935 | Dorothée Christesco         |
| 1979 | Matilda Pascal Cojocăriţă   |
| 1991 | [Dana] Daniela Nane         |
| 1992 | Camelia Ilie                |
| 1993 | Rita Onisca Mureşan         |
| 1994 | Roberta Anastase [Năstase]  |
| 1995 | Monica Grosu                |
| 1996 | Beatrice Vornicu            |
| 1997 | Diana Maria Urdareanu       |
| 1998 | Iuliana Elena Verdes        |
| 1999 | Nicoleta Luciu              |
| 2000 | Alexandra Cosmoiu (?)       |
| 2001 | Corina Nicoleta Tulan (?)   |
| 2002 | Alma Ciucur                 |
| 2003 | Adriana Silagy              |
| 2008 | Diana Budoi                 |
| 2009 | Isabella Bulacu             |
| 2010 | Smaranda Alecu              |
| 2011 | Alexandra Tunaru            |

### Miss Mondo Romania
| Anno | Vincitrice               |
| ---- | ------------------------ |
| 2001 | Vanda Petre              |
| 2002 | Cleopatra Popescu        |
| 2003 | Patricia Filomena Chifor |
| 2004 | Adina María Cotuna       |
| 2005 | Raluca Voina             |
| 2006 | Ioana Valentina Boitor   |
| 2007 | Elena Roxana Azoitei     |
| 2008 | Ruxandra Popa            |

### Miss Diaspora
Miss Romania in the World
| Anno | Vincitrice                | Paese       |
| ---- | ------------------------- | ----------- |
| 2000 | Viktoriya Pintyak         | Regno Unito |
| 2003 | Daniela Manolache         | Grecia      |
| 2004 | Olesea Detiuc             | Moldavia    |
| 2005 | Ana Spatari               | Moldavia    |
| 2006 | Andreea Elena Ambrosa     | Italia      |
| 2007 | Ana Sophia Marcu          | Stati Uniti |
| 2008 | Alexandra Tanase          | Canada      |
| 2009 | Alexandra Maria Tarcu     | Canada      |
| 2010 | Tatiana Nicoleta Raducanu | Italia      |

### Miss Universo Romania
| Anno | Vincitrice                              |
| ---- | --------------------------------------- |
| 2009 | Bianca Elena Constantin                 |
| 2010 | Alexandra Cătălina Filip (detronizzata) |
| 2010 | Oana Paveluc                            |
| 2011 | Larisa Popa                             |
| 2012 | Delia Monica Duca                       |